# El Oro tartomány
El Oro tartomány (spanyolul: Provincia de El Oro; Oro (es:oro) = arany) Ecuador legdélibb partvidéki tartománya. Nevét a történelmi fontosságú helyszínen történő arany termelésről kapta. Manapság a világ egyik legnagyobb banán exportőre. Székhelyét, Machalát, az egyenlítői ország negyedik legnépesebb települését a világ banánfővárosának is becézik.

## Történelem
El Oro tartomány történelmileg jelentős banántermesztő terület Ecuadorban.

## Földrajz
Északról és keletről a Guayas, Azuay és Loja tartomány határolják, nyugatról és délről pedig a Csendes-óceán és a perui Tumbes megye.
A tartományban 14 kanton van, amelyek számos látnivalót kínálnak, mint például a Jambelí-szigetek, a Puyango-folyó megkövesedett erdője és a Santa Clara-sziget.

## Népesség
1990: 412 572
2007: 525 763

## Gazdaság
El Oro gazdasága főleg a banán- és rákexportra támaszkodik. További jelentős mezőgazdasági terméknek számít még a kakaó és a kávé.

## Kantonok
A tartományban 14 kanton van.
| Kanton     | Népesség (2001) | Terület (km²) | Székhely    |
| ---------- | --------------- | ------------- | ----------- |
| Arenillas  | 22 477          | 803           | Arenillas   |
| Atahualpa  | 5 479           | 278           | Paccha      |
| Balsas     | 5 348           | 69            | Balsas      |
| Chilla     | 2 665           | 328           | Chilla      |
| El Guabo   | 41 078          | 603           | El Guabo    |
| Huaquillas | 40 285          | 72            | Huaquillas  |
| Las Lajas  | 4 781           | 297           | La Victoria |
| Machala    | 217 696         | 338           | Machala     |
| Marcabelí  | 4 930           | 147           | Marcabelí   |
| Pasaje     | 62 959          | 452           | Pasaje      |
| Piñas      | 23 246          | 615           | Piñas       |
| Portovelo  | 11 024          | 282           | Portovelo   |
| Santa Rosa | 60 388          | 889           | Santa Rosa  |
| Zaruma     | 23 407          | 645           | Zaruma      |